# Hermann Böning
Hermann Franz Adolf Böning (* 18. Mai 1894 in Heidelberg; † 2. Oktober 1939 bei Asperg) war ein deutscher Politiker (KPD) und Widerstandskämpfer gegen das NS-Regime. Er war von 1929 bis 1933 Abgeordneter des Badischen Landtags.

## Leben
Hermann Böning, Sohn eines Kupferschmiedes, der bei der Bahn beschäftigt war, wuchs zusammen mit zwei jüngeren Brüdern in der Heidelberger Weststadt auf. Nach dem Besuch der Volksschule absolvierte er zwischen 1908 und 1911 eine Lehre zum Schlosser. Von 1914 bis 1918 musste er im Ersten Weltkrieg bei einer Eisenbahnbaukompanie dienen. Nach dem Krieg war er als Schlosser in Heidelberg tätig, ging zur Reichsbahn und wurde Lokomotivführer.
In Heidelberg trat Böning 1919 dem Spartakusbund, 1920 der Kommunistischen Partei Deutschlands (KPD) bei. 1923 wurde Böning Stadtverordneter in Heidelberg. Wegen der Organisation einer verbotenen Demonstration am 6. Dezember 1923 wurde Böning im Januar 1924 zu sechs Monaten Gefängnis verurteilt. Er erhielt Berufsverbot und verlor auch seinen Sitz im Stadtrat. Anschließend war als Notstandsarbeiter tätig sowie als Werber für die Mannheimer Arbeiterzeitung. 1929 wurde er hauptamtlicher Gewerkschaftssekretär der Bezirksleitung Baden der KPD und im Oktober desselben Jahr in den Badischen Landtag gewählt (Wahlkreis 20, Heidelberg). Zeitweise war Böning Vorsitzender der Karlsruher KPD-Ortsgruppe und wurde dort 1930 zum Stadtverordneten gewählt. Von 1931 bis 1933 leitete er die Internationale Arbeiterhilfe in Baden und war bis 1933 Mitglied der erweiterten Bezirksleitung Baden der KPD. Im Frühjahr 1932 wechselte er auf Anordnung der KPD-Bezirksleitung in Mannheim als Instruktor in den Unterbezirk Lörrach-Waldshut.
Mehrfach wurde Böning wegen verschiedener Übertretungen von Notstandsverordnungen, wie Versammlungs- und Demonstrationsverbote, sowie wegen seiner Beteiligung an der sogenannten „Karlsruher Rathausschlacht“ vom 11. Mai 1931 zwischen Nationalsozialisten und Kommunisten verurteilt. Als Hauptverantwortlicher auf KPD-Seite wurde Böning wegen gefährlicher Körperverletzung, öffentlicher Sachbeschädigung und Hausfriedensbruch zunächst zu einer zweimonatigen Gefängnisstrafe verurteilt, die nach einem Revisionsverfahren auf einen Monat verkürzt wurde.
Nach der „Machtergreifung“ der Nationalsozialisten floh er 1933 nach Basel und leistete mit Unterstützung der Kommunistischen Partei der Schweiz zunächst illegale Grenzarbeit. Dazu ging er – mit falschen Papieren ausgestattet – mehrfach zurück ins Deutsche Reich (unter anderem nach Waldshut, Singen, Freiburg, Kirchzarten, Villingen und Konstanz), traf sich dort mit Genossen, um den kommunistischen Widerstand zu organisieren sowie geschmuggelte Flugschriften zu verbreiten. Am 5. August 1933 wurde Böning in der Nähe von Ettlingen verhaftet und im Bezirksgefängnis Karlsruhe inhaftiert. Dort wurde ihm ein Arm zerschlagen. Am 2. Februar 1935 wurde er vom Oberlandesgericht Karlsruhe „wegen Vorbereitung zum Hochverrat … in Tateinheit mit Urkundenfälschung“ zu sechs Jahren Zuchthaus verurteilt. Am 8. Februar 1935 wurde er in das Männerzuchthaus Bruchsal eingeliefert, am 23. März 1936 in die Festung Hohenasperg verlegt.
Genau 30 Tage vor seiner eigentlichen Entlassung, am 2. Oktober 1939, soll Böning tödlich verunglückt sein. Die Akten besagen, er sei bei einem Unfall mit dem anstaltseigenen Lastwagen auf dem Weg von der Festung Hohenasperg nach Asperg ums Leben gekommen. Der Fahrer habe die Geschwindigkeit des Lkw nicht mehr kontrollieren können, so dass der hintere Anhänger, auf dem Böning mitfuhr, beim Löwentor an die Wand geprallt sei. Dadurch seien Böning wie auch weitere mitfahrende Häftlinge heruntergeschleudert worden. Böning habe dabei einen tödlichen Schädelbruch erlitten. An dieser amtlichen Version bestehen erhebliche Zweifel. Da dem Fahrer des Wagens nichts passierte, liegt die Vermutung nahe, dass er Unfall absichtlich herbeigeführt und Böning ermordet wurde.

## Ehrungen

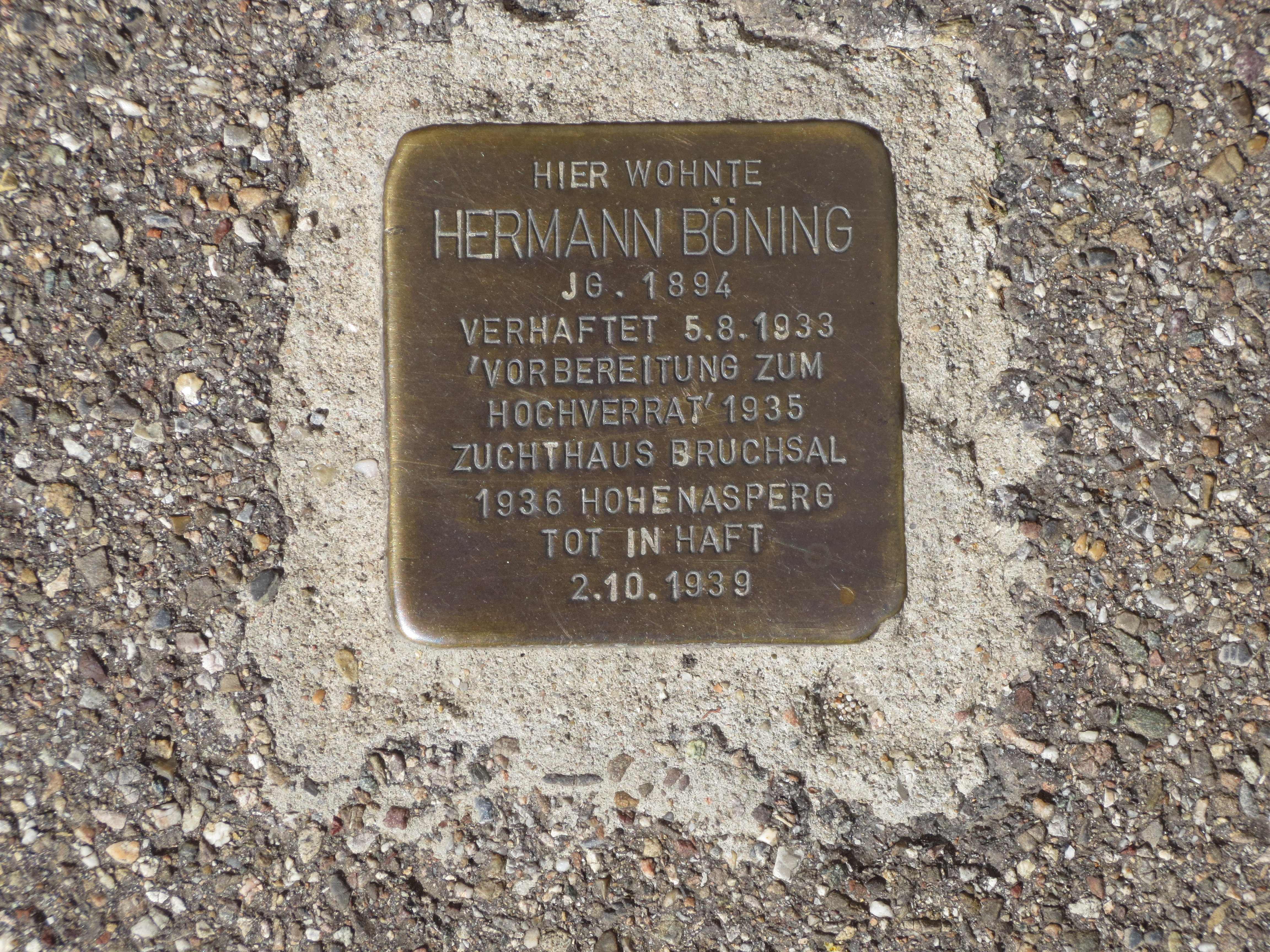
Stolperstein in Heidelberg

Für Böning wurden 2011 in Heidelberg (Kaiserstraße 42) sowie 2013 in Karlsruhe (Ständehausstraße 2) Stolpersteine verlegt.

## Familie
- Franz Böning (1896–1972), jüngerer Bruder